# Mahlmitze
Mahlmitze, auch Mahlmetze, wurde der dem Müller zustehende materielle Lohn für das Mahlen von Getreide genannt. Dieser  Müllerlohn war je Region verschieden, aber es war oft 1/16 der Mahlgutmenge oder je Scheffel dieser 1/16 Teil. In Notzeiten oder für Bäcker gab es Ausnahmen von diesen Festlegungen. Man nahm dann nur 1/32 oder 1/24 von der Getreidemenge, unabhängig von der Sorte. In Dinkelsbühl betrug das Maß 1/21. Die Mahlmitze betrug in Bayern vom Scheffel Getreide 1/32. Die Mahlmitze wurde auch über den Mehlpreis in Geldform verrechnet. Die Entlohnung über die Mahlmitze brachte den Müllern ein vergleichsweise gutes Einkommen, das etwa beim Dreifachen des Lohnes für Hammerschmiede, Zimmerleute oder Steinhauer lag.
Das Sester-Molzermaß war eine im Großherzogtum Baden verbreitete Bezeichnung für die Mahlmitze. Die zu entrichtete Menge „gestrichenem“ Getreide war in Baden 1/14 von jedem angelieferten Sester Getreide. Im Paragrafen 10 der Maßordnung für das Großherzogtum vom 2. Januar 1829 waren die „Besonderen Bestimmungen über Molzer = Maase“ festgelegt. Das Sester-Molzermaß musste die Aufschrift „Molzermaas“ auf dem Messzylinder für das Sester haben und bedurfte der Eichung und Genehmigung.